# 1947年の阪急ブレーブス
1947年の阪急ブレーブスでは、1947年シーズンの阪急ブレーブスの動向をまとめる。
この年の阪急ブレーブスは、西村正夫選手兼任監督の4年目（休止の1945年を除く）のシーズンである。

## 概要
この年から球団名にニックネームを付けることが義務化されたため、阪急軍も改称し、「阪急ベアーズ」として再出発した。しかし、オープン戦が始まると連敗が続き、投資の世界では「ベアー」は弱気相場を表す言葉であるので、再改称が検討された。複数の候補から開幕までに「ブレーブス」が選ばれ、1947年シーズンの開幕を「阪急ブレーブス」という名称で迎えた。これに伴いユニフォームも変更、白地に海老茶色で「Braves」と書かれたユニフォームが採用された。
前年負け越しながらも8球団中4位とAクラス入りを果たし、それ以上の躍進が期待されたがチームは開幕から不振で4月を1勝7敗の借金6で終えスタートダッシュに失敗。5月以降は盛り返すも前年優勝の南海（この年から南海電気鉄道が親会社）や中日や阪神が首位を争い、阪急は苦戦を強いられた。成績不振の責任を取る形で6月22日から西村監督が辞任し、浜崎真二が選手兼任の監督に就任。浜崎新監督のもと、チームは7月以降ようやく反撃開始し、8月に12勝5敗1分と大きく勝ち越して借金を返済。10月・11月を6勝10敗と負け越したが、最終的に貯金1で巨人の反撃を振り切り58勝57敗4分で2年連続のAクラスを勝ち取った。チームは優勝の阪神に7勝9敗1分と健闘し、2位の中日に9勝8敗と勝ち越し、3位の南海にも8勝9敗と健闘したが、それ以外で貯金できず8位の金星に10勝6敗1分と勝ち越すのがやっとだった。

## チーム成績

### レギュラーシーズン
| 1 | 遊 | 田中幸男 |
| 2 | 中 | 山田伝   |
| 3 | 右 | 青田昇   |
| 4 | 一 | 野口二郎 |
| 5 | 三 | 坂井豊司 |
| 6 | 左 | 坂元義一 |
| 7 | 捕 | 日比野武 |
| 8 | 二 | 荒木茂   |
| 9 | 投 | 天保義夫 |

| 順位 | 5月終了時 | 5月終了時 | 6月終了時 | 6月終了時 | 7月終了時 | 7月終了時 | 8月終了時 | 8月終了時 | 9月終了時 | 9月終了時 | 最終成績 | 最終成績 |
| ---- | --------- | --------- | --------- | --------- | --------- | --------- | --------- | --------- | --------- | --------- | -------- | -------- |
| 1位  | 大阪      | --        | 大阪      | --        | 大阪      | --        | 大阪      | --        | 大阪      | --        | 大阪     | --       |
| 2位  | 中日      | 0.5       | 中日      | 1.5       | 中日      | 6.0       | 中日      | 5.5       | 中日      | 8.5       | 中日     | 12.5     |
| 3位  | 南海      | 2.5       | 南海      | 7.0       | 南海      | 10.0      | 南海      | 10.5      | 南海      | 11.0      | 南海     | 19.0     |
| 4位  | 金星      | 7.5       | 阪急      | 10.0      | 巨人      | 13.0      | 阪急      | 14.5      | 阪急      | 12.5      | 阪急     | 20.5     |
| 5位  | 阪急      | 8.0       | 巨人      | 10.0      | 阪急      | 14.5      | 巨人      | 15.0      | 巨人      | 16.5      | 巨人     | 22.5     |
| 6位  | 太陽      | 8.0       | 金星      | 12.5      | 東急      | 18.0      | 太陽      | 17.5      | 太陽      | 21.5      | 東急     | 28.0     |
| 7位  | 東急      | 8.5       | 太陽      | 13.0      | 太陽      | 18.5      | 東急      | 22.0      | 東急      | 24.5      | 太陽     | 28.0     |
| 8位  | 巨人      | 9.0       | 東急      | 14.0      | 金星      | 20.0      | 金星      | 23.0      | 金星      | 25.5      | 金星     | 37.5     |

| 順位 | 球団             | 勝 | 敗 | 分 | 勝率 | 差   |
| ---- | ---------------- | -- | -- | -- | ---- | ---- |
| 優勝 | 大阪タイガース   | 79 | 37 | 3  | .681 | -    |
| 2位  | 中日ドラゴンズ   | 67 | 50 | 2  | .573 | 12.5 |
| 3位  | 南海ホークス     | 59 | 55 | 5  | .518 | 19.0 |
| 4位  | 阪急ブレーブス   | 58 | 57 | 4  | .504 | 20.5 |
| 5位  | 読売ジャイアンツ | 56 | 59 | 4  | .487 | 22.5 |
| 6位  | 東急フライヤーズ | 51 | 65 | 3  | .440 | 28.0 |
| 7位  | 太陽ロビンス     | 50 | 64 | 5  | .439 | 28.0 |
| 8位  | 金星スターズ     | 41 | 74 | 4  | .357 | 37.5 |

## できごと
- 4月18日 - チーム名を「阪急ベアーズ」から「阪急ブレーブス」に変更。

## 表彰選手
| リーグ・リーダー |
| ---------------- |
| 受賞者なし       |

| ベストナイン |
| ------------ |
| 選出なし     |